# Poutre de lancement

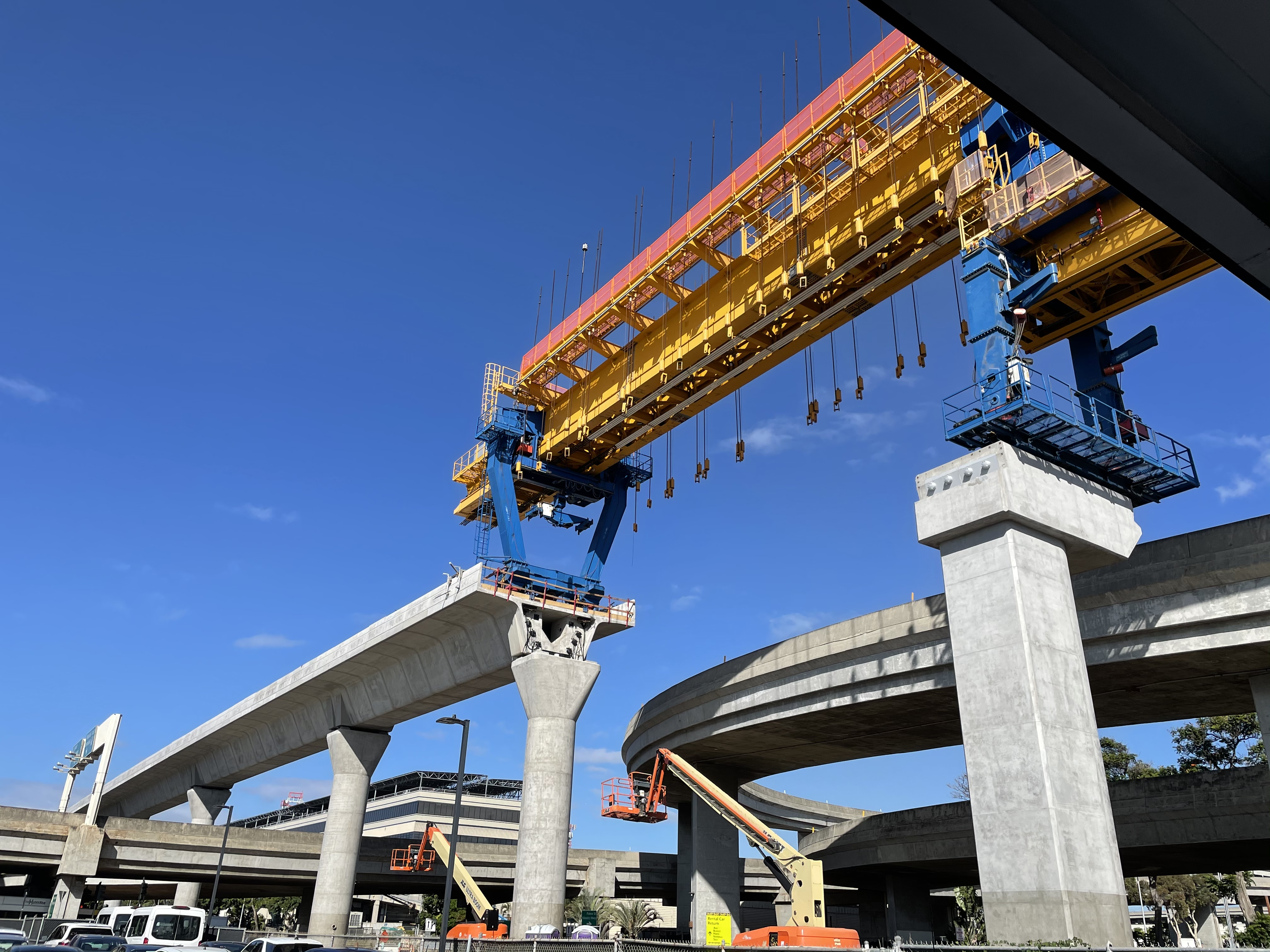
Poutre de lancement pendant la construction d'un viaduc pour le métro d'Honolulu, aux États-Unis.

Une poutre de lancement est un type de grue de chantier qui sert à la construction des ponts, en particulier les ponts en poutre-caisson. Elle s'appuie généralement sur les piles de l'ouvrage d'art déjà construites pour constituer un support temporaire pour les fardiers soulevant les voussoirs amenés à être installés en tête de la structure à terminer. Au fil de la progression du chantier, elle progresse par translation le long de l'axe en construction, généralement par à-coups.